# Ik zie je op de bloemenweide
Ik zie je op de bloemenweide is de in november 2009 verschenen debuutroman van de Nederlandse schrijfster Juliette Goudeket (1978).
De vriendinnengroep uit het boek bestaat echt, maar alle personages zijn gefingeerd.

## Het verhaal
Negen Amsterdamse vriendinnen krijgen allemaal te maken met universele en actuele levensproblemen: verkrachting, oorlog, eetstoornissen, drugssmokkel, verslaving, prostitutie, depressie, ziekte en geweld.

Mees, de vertelster, is een van de negen vriendinnen. Haar overkomt niks.
De vertellende hoofdstukken worden afgewisseld met flashbacks bestaande uit telefoongesprekken, dialogen en e-mails. Tevens met de zogenaamde 'kattebelletjes' (wanneer de kat over het toetsenbord loopt en ook wat vertelt), het verhaal van de engel, en een afscheidsbrief aan Amsterdam.
Het verhaal eindigt op de bloemenweide wat een metafoor blijkt te zijn.